# イオリッツ・メンディザバル
- イオリッツ・マンディザバル

イオリッツ・メンディザバル（Ioritz Mendizabal、1974年5月2日 - ）は、スペインの騎手。フランスを拠点に活動する。姓はマンディザバルと表記される場合もある。香港における名前の中文表記は「曼迪沙寶」。

## 来歴
14歳の頃に騎手になることを決意し、その後モン＝ド＝マルサンにある騎手学校へ入学して2年後に騎手デビューを果たした。
2002年、この頃から頭角を現し、フランスリーディング2位となる。
2003年、プシケ賞をコメルカンテに騎乗して制し、重賞競走初勝利を挙げる。
2004年、サンタラリ賞をアスクフォーザムーンに騎乗して制し、G1競走初勝利を挙げる。さらに当年はフランス歴代最多勝記録となる年間220勝を記録し、初のフランスリーディングジョッキーとなった。なお、同年初来日している（詳細は後述）。

### 来日歴
2004年、第18回ワールドスーパージョッキーズシリーズに出場するために初来日を果たし、中央競馬初騎乗となった12月4日のゴールデンスパートロフィーでクワイエットデイに騎乗して2着となる。そして同シリーズでは28ポイントを獲得して7位となった。
2006年、第20回ワールドスーパージョッキーズシリーズに出場するために2年ぶりに来日し、同シリーズでは30ポイントを獲得して5位タイとなった。
2008年、第22回ワールドスーパージョッキーズシリーズに出場するために2年ぶりに来日し、同シリーズでは未勝利ながら45ポイントを獲得して1位となった。未勝利騎手の優勝は2004年のアンドレアス・スボリッチ以来2人目である。
2011年、来日できなくなったクリストフ・スミヨンに代わり、初めて短期免許を利用して3年ぶりに来日した。11月5日、ファンタジーステークスをアイムユアーズに騎乗して制し、日本での初勝利を重賞で飾った。
2012年は、本人曰く「前年の落馬事故以降癖になった」という右肩の脱臼が来日後に頻発。同年10月21日の菊花賞ではレース中4コーナーで脱臼したほか、11月7日のレースでも再び脱臼。元々「ジャパンカップの週まで騎乗し、その後帰国して手術する」予定だったが、JRAとの協議の結果、結局予定を切り上げて帰国することになり11月14日付で短期免許を取り消した。
2018年、札幌競馬場で開催された第3回ワールドオールスタージョッキーズ（以下WASJ）に参加するために再来日。

## 受賞など
- フランスリーディングジョッキー（平地競走、4回）
  - 2004年（220勝）、2008年（202勝）、2009年（180勝）、2010年（170勝）

## 記録
- 中央競馬（平地）

|                      | 日付           | 競馬場・開催・レース   | 競走名                     | 格   | 馬名             | 頭数 | 人気 | 着順 |
| -------------------- | -------------- | ---------------------- | -------------------------- | ---- | ---------------- | ---- | ---- | ---- |
| 初騎乗               | 2004年12月4日  | 第5回阪神1日目9レース  | ゴールデンスパートロフィー | -    | クワイエットデイ | 14頭 | 1    | 2着  |
| 重賞初騎乗           | 2011年10月29日 | 第5回京都7日目11レース | スワンステークス           | GII  | グランプリボス   | 18頭 | 2    | 8着  |
| 初勝利及び重賞初勝利 | 2011年11月5日  | 第6回京都1日目11レース | ファンタジーステークス     | GIII | アイムユアーズ   | 17頭 | 8    | 1着  |
| GI初騎乗             | 2011年10月30日 | 第4回東京9日目11レース | 天皇賞（秋）               | GI   | ローズキングダム | 18頭 | 4    | 10着 |

## 主な騎乗馬
G1競走優勝馬（騎乗時）
- アスクフォーザムーン（2004年サンタラリ賞）
- ジェルマンス（2006年サンタラリ賞）
- ヴィジョンデタ（2008年ジョッケクルブ賞、ニエル賞、2009年ガネー賞）
- スピリットワン（2008年アーリントンミリオンステークス）
- リリーオブザヴァレー（2010年オペラ賞）
- ミシュリフ（2020年ジョッケクルブ賞）
- アウダーリャ（2020年ジャンロマネ賞）
- セントマークスバシリカ（2021年プール・デッセ・デ・プーラン、ジョッケクルブ賞）
- ジョアンオブアーク (2021年ディアヌ賞)
- エルボデゴン（2021年クリテリウム・ド・サンクルー）

その他
- アイムユアーズ（2011年ファンタジーステークス）
- リテラト（2006年キュセ賞（一般競走）など3勝）

## エピソード
- 2005年のガネー賞では、プライドに騎乗して2着入線したが、後に進路妨害による降着により6着となっている。
- 甘い菓子類が大好きで、特にチョコレートに目がない。体重管理が重要な騎手にとって本来菓子類は天敵のはずだが、本人曰く「みかんとコーヒーを一緒に食べると3分後にはトイレに行きたくなる」体質ですぐに体重が落ちるため、菓子類も特に気にせずに食べているという[4]。